# 地區中心站
地區中心站（日语：／ Chiku-Senta eki */?）是位於千葉縣佐倉市有加利丘四丁目，山萬有加利丘線的車站。

## 歷史
- 1992年（平成4年）12月3日 - 車站啟用[1]。

## 車站構造
車站是一座高架車站，設有1面1線的單式月台。此站沒有廁所。車站大樓位於多層停車場（舊AEON有加利丘店停車場）旁邊。停車場與該商店設有行人通道連接。

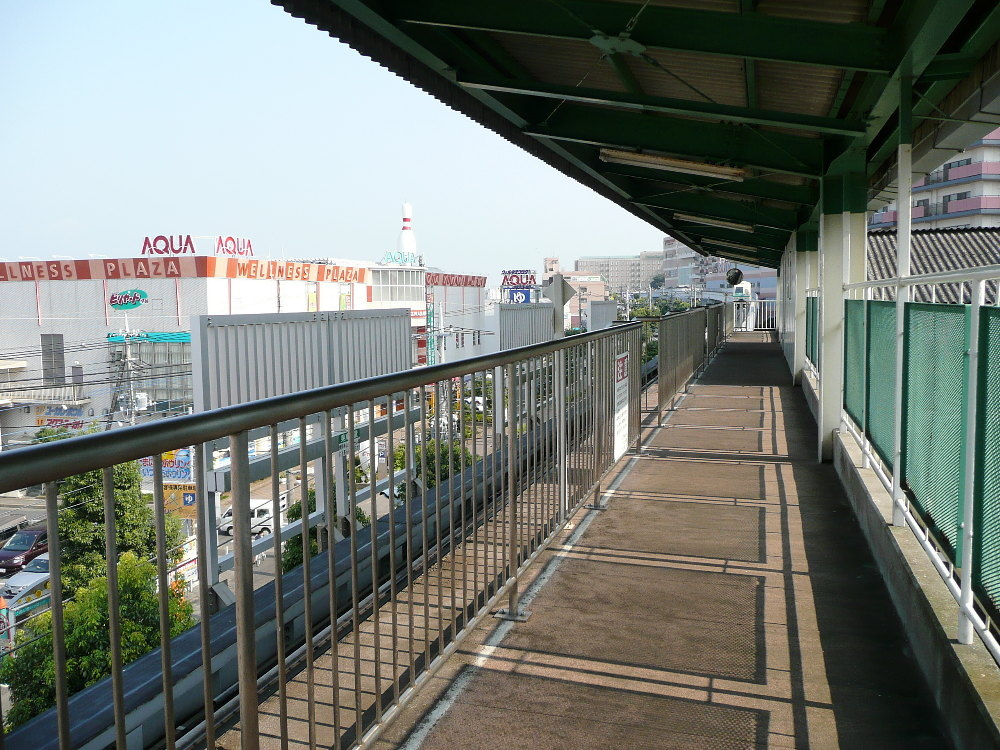
月台（2007年8月）
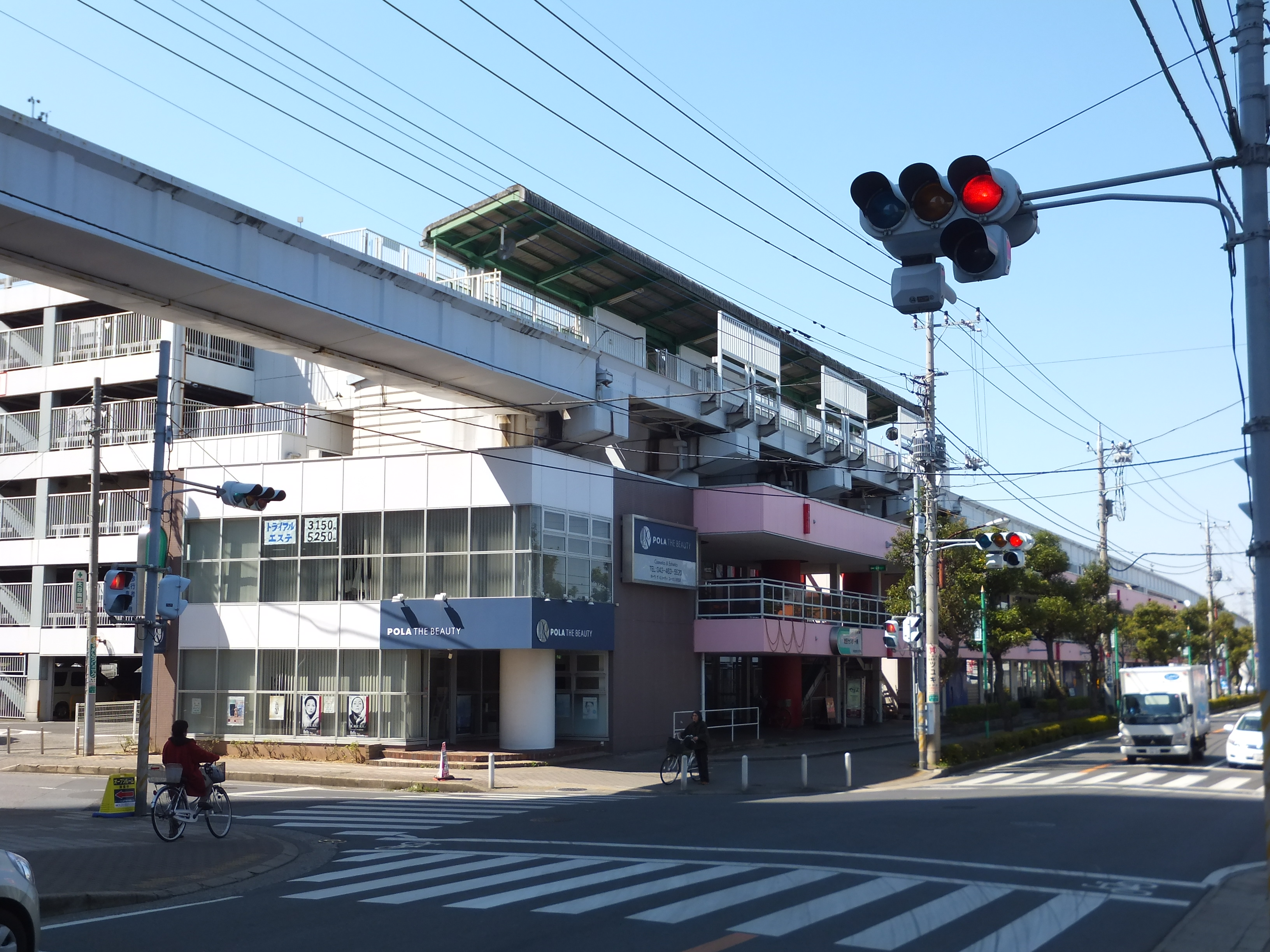
車站大樓全景（2012年4月）
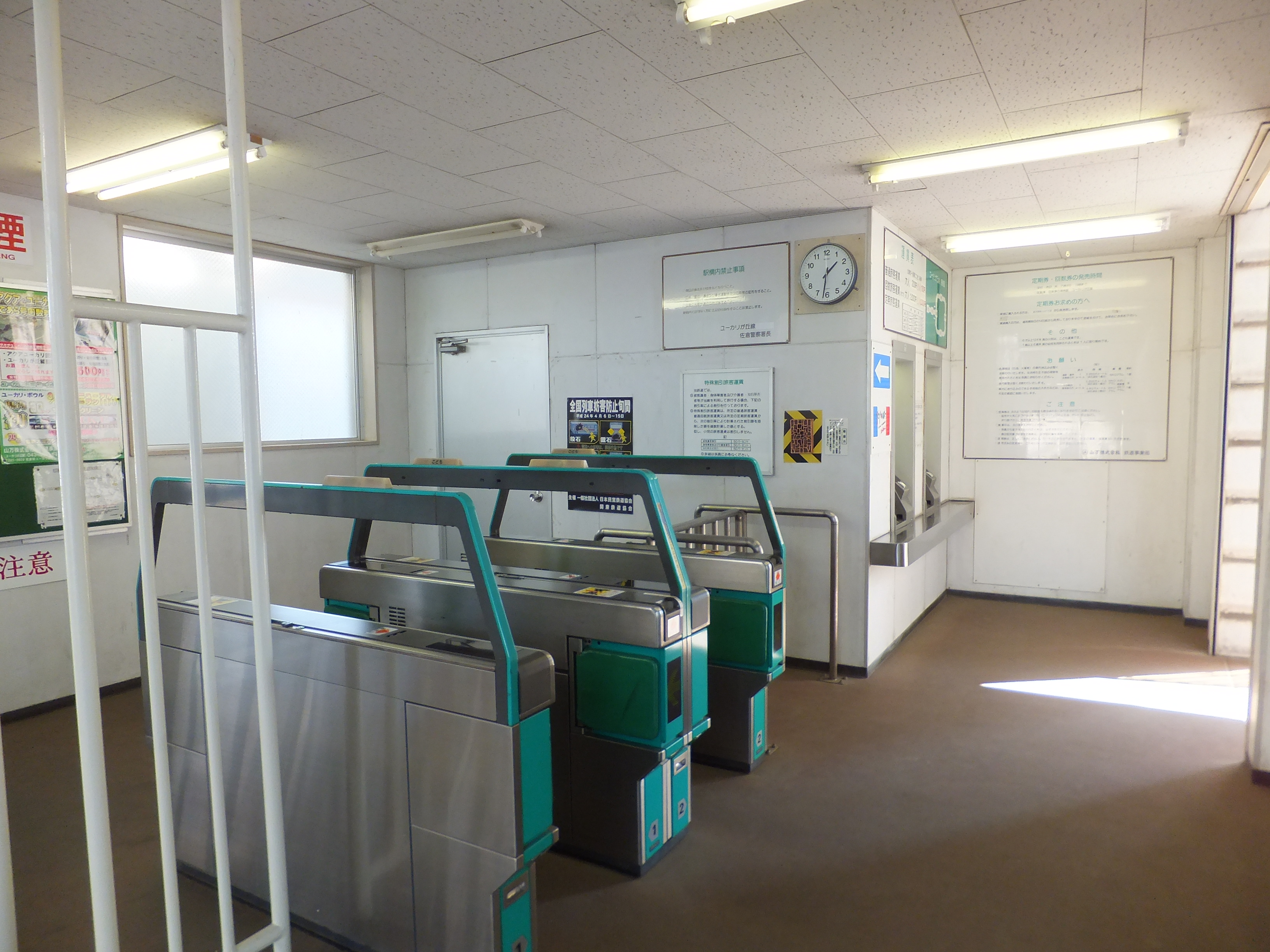
閘口（2012年4月）

## 使用狀況
一日平均乘車人次為157人。在有加利丘店線六座車站排名第四。（2019年度）

## 車站周邊
車站附近設有大型購物中心。
- Aqua有加利（超級錢湯與娛樂設施）
- 街畫廊（有加利丘內介紹的設施）
- AEON Town有加利丘店（日语：イオンタウンユーカリが丘）
- 天空廣場購物中心[3]

## 相鄰車站
山萬
■有加利丘線
有加利丘－地區中心－公園

## 注腳
1. 1 2  曾根悟（監修）. 朝日新聞出版分冊百科編集部（編集） , 编. . 週刊朝日百科. 30号 モノレール・新交通システム・鋼索鉄道. 朝日新聞出版. 2011-10-16: 26 （日语）.
2. ↑  千葉縣統計年鑑
3. ↑  .   [2018-01-17]. （原始内容存档于2020-11-28） （日语）.

## 外部連結
- 地區中心站｜山萬有加利丘線 （页面存档备份，存于） - 有加利丘官方網站